# Премія YUNA найкращому рокгурту
«YUNA» — щорічна українська щорічна національна професійна музична премія, заснована у 2011 році. Премія найкращому рок-гурту вручається з п'ятої церемонії вручення, на якій вшановувалися досягнення у музиці за 2015 рік. До цього існувала нагорода Найкращий гурт. Рекордсменом за кількістю нагород у цій номінації є гурт The Hardkiss, який має 5 перемог.

## Номінанти та переможці (2016—2022)

### 2016
- «Океан Ельзи»[1]
  - «O.Torvald»
  - «Pianoбой»
  - «The Hardkiss»
  - «Антитіла»

### 2017
- «The Hardkiss»[2]
  - «O.Torvald»
  - «Pianoбой»
  - «Бумбокс»
  - «Океан Ельзи»

### 2018
- «The Hardkiss»[3]
  - «O.Torvald»
  - «Pianoбой»
  - «Бумбокс»
  - «Антитіла»

### 2019
- «The Hardkiss»
  - «O.Torvald»
  - «Pianoбой»
  - «Без обмежень»
  - «Антитіла»

### 2020
- «Антитіла»
  - «O.Torvald»
  - «Pianoбой»
  - «Без обмежень»
  - «Бумбокс»